# Varentstraat
La Varentstraat ou Varent est une rue pavée de Kaster, un village de la commune belge d'Anzegem et de Kerkhove, un village de la commune d'Avelgem situés en Région flamande dans la province de Flandre-Occidentale.  Elle est protégée comme monument historique depuis 1995.

## Localisation
La Varentstraat débute dans le village de Kaster, au carrefour avec la route nationale 36 (Scheldestraat, Tiegemstraat, Bevrijdingslaan), traverse le hameau de Varent, s'appelle Varent sur la section de Kerkhove et le territoire communal d'Avelgem et se termine à la route nationale 453 (Oudenaardsesteenweg).

## Courses cyclistes
La rue est bien connue des coureurs et amateurs de cyclisme sur route. Elle fait régulièrement partie du parcours de plusieurs courses cyclistes du printemps dont le Tour des Flandres, Kuurne-Bruxelles-Kuurne et l'E3 Saxo Bank Classic dont elle est le dernier secteur pavé à 25 kilomètres de l'arrivée à Harelbeke. Elle mesure 2 000 m, est assez étroite (de 2,5 à 4 mètres) et comprend trois virages à 90°. 

## Historique
La route a été pavée en 1891 et 1892 et complètement restaurée en 2008 et au début de 2009.